# エヌ・エス・アイ
株式会社エヌ・エス・アイ（英称：Nippon Sports Institute;NSI）は、スイミングスクールおよびスポーツクラブの運営などを行う会社である。

## 概要
運営形態は、直営店舗と受託(フランチャイズ)の二つに分かれ、スイミングスクールのみ店舗とフィットネスクラブを併設している店舗が混在する。
チェーン店であるコ・ス・パ(スイミング部門)やライフスポーツKTVの運営受託も行っており、中には古川橋・光明池店のようにコ・ス・パから運営そのものを継承しているクラブもある。